# 约翰·泰勒 (1882年)
约翰·泰勒（英語：John Taylor，1882年11月3日—1908年12月2日），美国前男子田径运动员。他曾代表美国参加1908年夏季奥林匹克运动会田径比赛，获得男子混合距离接力金牌。